# Johan Wilhelm Marmelstein
Johan Wilhelm Marmelstein (Nijkerk, 18 februari 1882 - Heerlen, 29 september 1956) was een Nederlandse schrijver en professor in de Franse taal. Een groot deel van zijn werk bestaat uit het bewerken van toneelspelen van Franse toneelschrijvers. Dit deed hij in opdracht voor  de serie reeks: Les meilleurs auteurs français uitgegeven door Meulenhof in het begin van de 20ste eeuw. 
In 1912 trouwde hij met Ducia Stadig (1882-1949) te Den Helder, zij kregen 2 kinderen. 

## Werken
- Esther par Jean Racine, 1900, een bewerking met woordenlijst
- Athalie : tragédie tirée de l'écriture sainte par Racine 1912 (1st druk), 1923 (2de druk), een bewerking
- Judith Renaudin : drame en cinq actes, sept tableaux par Pierre Loti, 1925
- Figuren uit de Fransche letterkunde, 1927
- Sans famille par Hector Malot, 1927 (1ste druk), 1962 (2de druk)
- La littérature à vol d'oiseau : beknopt overzicht van de geschiedenis der Fransche letterkunde voor schoolgebruik, 1927 -1929
- La farce du pendu dépendu : miracle en trois actes par Henri Ghéon, 1932 (1ste druk), 1956 (2de druk)
- Frankrijks moderne letterkunde (1900-1934) : dichtkunst, romankunst en toneelkunst, 1935